# Wark on Tyne
Wark on Tyne, eller endast Wark, är en ort och civil parish (benämnd Wark) i Storbritannien.   Den ligger i grevskapet och kommunen Northumberland i riksdelen England, i den centrala delen av landet, 400 km norr om huvudstaden London. Wark ligger 97 meter över havet och antalet invånare är 500.
Terrängen runt Wark är huvudsakligen platt, men norrut är den kuperad. Wark ligger nere i en dal. Runt Wark är det ganska glesbefolkat, med 26 invånare per kvadratkilometer. Närmaste större samhälle är Hexham, 15,0 km sydost om Wark. Trakten runt Wark består i huvudsak av gräsmarker.